# 사실혼
사실혼(事實婚, 영어: common-law marriage, sui iuris marriage, informal marriage, marriage by habit and repute, marriage in fact)은 혼인신고 없이 사실상 혼인생활을 하여 법률혼으로 인정되지 않는 부부관계를 말한다. 내연(內緣)이라고도 한다.
사실혼이 성립하려면 당사자 사이에 주관적으로 혼인의사의 합치가 있고 객관적으로 부부공동생활이라고 인정할 만한 혼인생활의 실체가 존재하여야 한다.

## 중혼적 사실혼
대한민국에서는 법률혼 중인 사람에 대한 중혼적 사실혼은 원칙적으로 보호받을 수 없고, 다만 법률혼이 '사실상의 이혼 상태'에 있는 경우에는 그 사실혼은 보호한다. 법률상 혼인을 한 부부가 별거하고 있는 상태에서 그 다른 한 쪽이 제3자와 혼인의 의사로 실질적인 부부생활을 하고 있다고 하더라도 특별한 사정이 없는 한 이를 사실혼으로 인정하여 법률혼에 준하는 보호를 할 수는 없다. 이미 사실혼 중인 사람이 기존의 사실혼을 유지하면서 또 중혼적 사실혼을 형성한 경우에는 그러한 경우만을 명시한 대법원 판례가 없으나, 2009다64161에 따라 원칙적으로 보호가 되지 않는다는 설도 있다.

## 재산분할청구권 인정여부
재산분할청구권은 인정된다. 다만, 사실혼 관계가 일방 당사자의 사망으로 인하여 종료된 경우에는 그 상대방에게 재산분할청구권이 인정된다고 할 수 없다.

## 의무
사실혼관계에 있어서도 부부는 민법 제826조 제1항 소정의 동거하며 서로 부양하고 협조하여야 할 의무가 있으므로 혼인생활을 함에 있어 부부는 서로 협조하고 애정과 인내로써 상대방을 이해하며 보호하여 혼인생활의 유지를 위한 최선의 노력을 기울여야 한다.

## 다른 관계와 비교
약혼이 장래 부부가 되자는 합의만 하고 부부 공동생활의 실체를 갖지 않는 것에 비해, 사실혼 관계는 실제상으로 부부공동생활을 영위하는 것이다. 또한 사실혼관계는 첩관계나 사통 관계와도 구별된다. 사실혼의 혼인관계에 있는 부부관계가 정당한 이유 없이 파기되었을 경우에는 당사자 일방은 과실있는 상대방에 대하여 채무불이행으로 인한 손해배상을 청구할 수 있는 동시에 불법행위로 인한 손해의 배상도 청구할 수 있다.

## 사실혼 파기시 손해배상의 범위
- 사실혼 부당파기로 인한 손해배상에는 재산적 손해와 정신적 손해가 포함되고 그 재산적 손해에는 사실혼관계의 성립유지와 인과관계 있는 모든 손해가 포함된다.[6] 사실혼관계 당사자 이외의 제3자가 사실혼파기에 가담한 경우에는 그 제3자에게는 불법행위로 인한 손해배상책임만이 있을 뿐이므로 채무불이행으로 인한 손해배상책임을 물을 수 있다는 전제하에 그 제3자의 불법행위로 인한 손해배상채무의 소멸시효완성의 항변을 배척하였음은 위법이다.[7]
- 원·피고 사이의 사실혼 관계가 불과 1개월 만에 파탄된 경우 혼인생활에 사용하기 위하여 결혼 전후에 원고 자신의 비용으로 구입한 가재도구 등을 피고가 점유하고 있다고 하더라도 이는 여전히 원고의 소유에 속한다고 할 것이어서 원고가 소유권에 기하여 그 반환을 구하거나 원상회복으로 반환을 구하는 것은 별론으로 하고 이로 인하여 원고에게 어떠한 손해가 발생하였다고 할 수 없다.[8]
- 사실상 혼인관계는 사실상의 관계를 기초로 하여 존재하는 것이므로 당사자 일방의 의사에 의하여 해소될 수 있고 당사자 일방의 파기로 인하여 공동생활의 사실이 없게 되면 사실상의 혼인관계는 해소되는 것이며 다만 정당한 사유없이 해소된 때에는 유책자가 상대방에 대하여 손해배상의 책임을 지는데 지나지 않는다[9].

## 법률혼에 준하는 경우
- 사실상 이혼한 법률상의 처와 부양받던 여자가 있는 경우 부의 사망으로 인하여 지급되는 산업재해보상보험법상의 유족보상일시금의 수급권자는 사망당시 부양되고 있던 사실상 혼인관계에 있던 여자이다.[10]
- 민사소송법의 채무자와 그 배우자의 공유에 속하는 유체동산은 채무자가 점유하거나 그 배우자와 공동점유 하는 때에 압류할 수 있다고 하는 규정은 사실혼 관계에 있는 부부에도 유추적용된다.[11]
- 사실상의 혼인관계에 있는 배우자도 다른 배우자가 제3자의 불법행위로 인하여 상해를 입은 경우에는 자기가 받은 정신적 고통에 대한 위자료를 청구할 권리가 있다.[12]
- 남편인 피청구인의 학대, 폭행, 강제축출 행위와 시모인 피청구인의 이에 대한 가담에 따라 사실혼 관계가 파탄된 것이라면 이 양인은 청구인에게 사실혼 파탄으로 인한 정신적 고통에 대한 위자료를 지급할 의무가 있다.[13]
- 민법 제752조 소정의 피해자와 직계존속 사이의 친족관계는 호적상의 친족관계는 물론 사실상의 친족관계가 있는 경우도 포함한다.[14]
- 사실혼 관계에 있는 부부의 일방이 사실혼 중에 자기명의로 취득한 재산은 그 명의자의 특유재산으로 추정되나 실질적으로 다른 일방 또는 쌍방이 그 재산의 대가를 부담하여 취득한 것이 증명된 때에는 특유재산의 추정은 번복되어 그 다른 일방의 소유이거나 쌍방의 공유라고 보아야 할 것이다.[15]

## 법률혼에 준하지 않는 경우
- 사실상 배우자 외에 법률상 배우자가 따로 있는 경우에는 법률상 배우자 사이에 이혼의사가 합치되어 법률혼은 형식적으로만 존재하고 사실상 혼인관계가 해소되어 법률상 이혼이 있었던 것과 마찬가지로 볼 수 있는 등의 특별한 사정이 없는 한 법률상 배우자가 유족으로서 연금수급권을 가지고 사실상 배우자는 공무원연금법에 의한 유족으로 보호받을 수는 없다.[16]
- 법률상 배우자 있는 자는 그 법률혼 관계가 사실상 이혼상태라는 등의 특별한 사정이 없는 한 사실혼 관계에 있는 상대방에게 그와의 사실혼 해소를 이유로 재산분할을 청구함은 허용되지 않는다.[17]
- 구 상속세법 제11조 제1항 제1호는 피상속인에게 배우자가 있는 경우에는 상속세 과세가액에서 금 6,000,000원에 결혼년수를 곱하여 계산한 금액에 1억 원을 합한 금액을 공제하도록 규정하고 있는바 여기서 말하는 배우자란 법률상의 배우자를 뜻하는 것이며 사실혼 관계에 있는 사실상의 배우자는 이에 해당하지 아니한다.[18]
- 이혼한 후 독신으로 지내는 청구인과 미혼남성인 피청구인이 남의 이목을 피하면서 동침하는등 교제하면서 그 관계에 관하여 피청구인의 부모에게 알린다든가 혼인승낙을 받은 바 없고 더군다나 결혼식을 치른 바도 없다면 양인간의 간헐적 정교관계만으로는 비록 그들 사이에 자식이 태어났다 하더라도 서로 혼인의사의 합치가 있었다거나 혼인생활의 실체가 존재한다고는 할 수 없어 사실상의 혼인관계가 성립하였다고 볼 수 없다.[19]
- 내연의 처에게 일상가사대리권이 수여된 경우라 하더라도 남편이 본처 소생의 장남 결혼비용을 내연의 처에게 차용토록 위임하면서 이와 아울러 거액의 기존채무를 위하여 그 소유부동산을 담보로 제공함에 필요한 대리권을 수여한다는 것은 이례에 속한다 할 것이고 또 내연의 처가 남편의 인감도장이나 등기필증 등 을 용이하게 입수할 수 있는 사정을 근저당설정계약의 상대방이 쉽게 알아차릴 수 있었다면 내연의 처에 게 일상가사대리권이 수여되었고 남편의 인감증명 인감도장, 위임장, 일부 등기필증등을 지참하고 있었다는 점 등은 피고가 내연의 처에게 근저당권설정 대리권이 있다고 믿은 정당한 이유가 될 수 없다.[20]
- 법률혼주의 및 중혼금지 원칙을 대전제로 하고 있는 우리 가족법 체계를 고려하여 보면 군인연금법 제3조 제1항 제4호가 사실상 혼인관계에 있던 자를 유족연금을 받을 수 있는 배우자에 포함하고 있는 취지는 사실상 혼인생활을 하여 혼인의 실체는 갖추고 있으면서도 단지 혼인신고가 없기 때문에 법률상 혼인으로 인정되지 아니하는 경우에 그 사실상 배우자를 보호하려는 것이지 법률혼 관계와 경합하고 있는 사실상의 동거관계를 보호하려는 것은 아니다. 만약 사실상 배우자 외에 법률상 배우자가 따로 있는 경우라면 이혼의사의 합치가 있었는데도 형식상의 절차미비 등으로 법률혼이 남아 있는 등의 예외적인 경우를 제외하고는 그 사실상 배우자와의 관계는 군인연금법상의 사실혼에 해당한다고 볼 수 없다.[21]
- 부동산 실권리자명의 등기에 관한 법률 제5조에 의하여 부과되는 과징금에 대한 특례를 규정한 같은 법 제8조 제2호 소정의 '배우자'에는 사실혼 관계에 있는 배우자는 포함되지 아니한다.[22]

## 사실혼관계존재확인의 소
- 청구인이 피청구인 A(남자)를 상대로한 사실혼관계 확인청구사건에서 청구인이 승소하여 항소심에 계속 중, 피청구인 B(여자)가 청구인의 장래에 확정될 판결에 기하여 피청구인 A와의 혼인신고를 방해할 목적으로 혼인신고를 하였더라도 당연무효라 할 수 없다.[23]
- 우리 법상 사망자 간이나 생존한 자와 사망한 자 사이의 혼인은 인정되지 아니하므로 사망자와의 사실혼관계존재확인의 심판이 있다 하더라도, 이미 당사자의 일방이 사망한 경우에는 혼인신고특례법이 정하는 예외적인 경우와 같이 그 혼인신고의 효력을 소급하는 특별한 규정이 없는 한 이미 그 당사자 간에는 법률상의 혼인이 불가능하므로 이러한 혼인신고는 받아들여질 수 없다[24].

## 같이 보기
- 혼인
- 정부